# جوناثان رويز
جوناثان رويز لاغا (بالإسبانية: Jonathan Ruiz)‏ (من مواليد 2 أبريل 1982 في إيثيخا، أندلوسيا) هو لاعب كرة قدم إسباني، يلعب لنادي بورفيرادينا في دوري الدرجة الثانية الإسباني، في مركز خط الوسط.

## وصلات خارجية
- جوناثان رويز على موقع قاعدة بيانات كرة القدم.إي يو (الإنجليزية)
- جوناثان رويز على موقع Soccerway.com (الإنجليزية)
- جوناثان رويز على موقع AS.com (الإسبانية)

- BDFutbol profile
- Futbolme profile (بالإسبانية)